# Trận Gebora
Trận Gebora là một trận đánh trong Chiến tranh Bán đảo giữa Tây Ban Nha và Pháp. Trận đánh diễn ra vào ngày 19 tháng 2 năm 1811 ở phía tây bắc Badajoz thuộc Tây Ban Nha. Tại đây, một lực lượng Pháp có quân số ít hơn đã tiêu diệt gần như toàn bộ quân đội Tây Ban Nha vùng Extremadura.
Trong một nỗ lực nhằm giải vây cho lực lượng quân Pháp của Thống chế André Masséna khỏi tình thế bị sa lầy trước tuyến phòng thủ Torres Vedras của Liên minh chống Pháp tại Lisbon thuộc Bồ Đào Nha, Thống chế Jean-de-Dieu Soult đã dẫn một phần Đạo quân Midi (Đạo quân phương Nam) của Pháp từ Andalusia tiến vào vùng Extremadura lân cận thuộc Tây Ban Nha và vây hãm thị trấn pháo đài Badajoz. Tử tước Wellington và Thống tướng (capitán general) Tây Ban Nha Pedro Caro y Sureda, Hầu tước thứ ba của La Romana đã gửi một đội quân lớn của Tây Ban Nha đến để tấn công quân Pháp. Tuy nhiên, La Romana đột ngột qua đời trước khi đội quân này xuất phát, quyền chỉ huy chuyển sang tướng Gabriel de Mendizábal Iraeta. Vào đầu tháng 2 năm 1811, được hỗ trợ bởi một lực lượng kỵ binh nhỏ của Bồ Đào Nha, quân Tây Ban Nha đã đến thị trấn và cắm trại trên đỉnh núi San Cristóbal gần đó.
Khi Mendizabal phớt lờ cảnh báo của Wellington và thất bại trong việc củng cố phòng thủ, Soult đã lợi dụng tình thế dễ tổn thương của Tây Ban Nha để phái một lực lượng nhỏ tấn công quân Tây Ban Nha. Vào sáng ngày 19 tháng 2, quân Pháp dưới quyền Thống chế Édouard Mortier đã nhanh chóng đánh bại quân Tây Ban Nha, gây ra 1.000 thương vong và bắt 4.000 tù binh trong khi chỉ mất 400 người. Chiến thắng này cho phép Soult tiếp tục tập trung vào cuộc tấn công Badajoz của ông và sau cùng Badajoz rơi vào tay Pháp từ ngày 11 tháng 3 kéo dài cho đến năm sau.

## Bối cảnh
Mặc dù đã giành được một phần thắng lợi trước Thống chế Pháp Masséna ở chiến trường Bồ Đào Nha trong Trận Bussaco vào tháng 9 năm 1810, Tử tước Wellington đã bị các đạo quân của Masséna buộc rút lui sau tuyến phòng ngự Torres Vedras rộng lớn (một loạt pháo đài bảo vệ thủ đô Lisbon của Bồ Đào Nha). Đến ngày 10 tháng 10 năm 1810, chỉ còn một sư đoàn bộ binh nhẹ của Anh và vài đội kỵ binh tuần tra ở ngoài tuyến phòng thủ, trong khi đạo quân tại Bồ Đào Nha của Masséna tập trung quanh Sobral, dường như đang chuẩn bị tấn công tuyến phòng thủ. Sau trận giao tranh khốc liệt diễn ra vào ngày 14 tháng 10, thay vì dốc toàn lực cho cuộc tấn công tiếp theo thì quân Pháp lại quay sang phòng thủ kéo dài suốt một tháng trước khi rút về địa điểm giữa Santarém và Rio Maior.

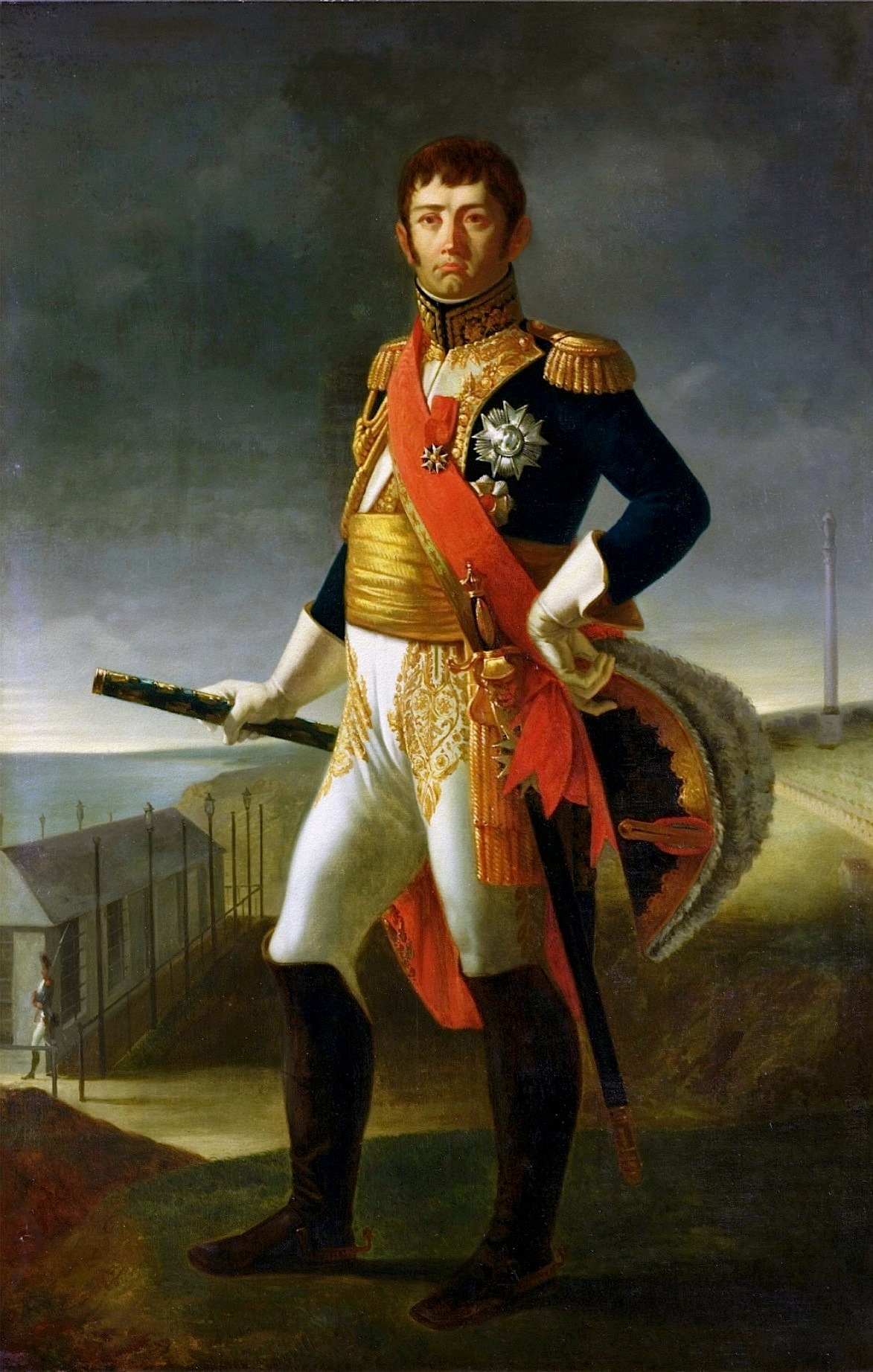
Jean-de-Dieu Soult

Trước đó, Hoàng đế Pháp Napoléon I đã gửi chiếu lệnh đến chỉ huy của Đạo quân phương Nam là Thống chế Jean-de-Dieu Soult kêu gọi tiếp viện cho Masséna ở chiến trường Bồ Đào Nha. Tuy nhiên, mệnh lệnh của Hoàng đế dựa trên tin tức tình báo lỗi thời vốn chỉ yêu cầu một lực lượng nhỏ và tình hình hiện tại đã thay đổi đáng kể nhanh chóng so với thời điểm mà Soult nhận lệnh. Giờ đây trước mặt quân Pháp là 3 vạn quân Liên minh (Liên minh chống Pháp) và sáu pháo đài lớn phòng thủ Lisbon, do đó quân Pháp gần như không thể mở một cuộc tấn công vào Lisbon. Do đó, Soult bắt đầu kế hoạch buộc quân Liên minh rút bớt lực lượng ra khỏi Lisbon, sau khi tập hợp một đội quân gồm 2 vạn quân chủ yếu từ Quân đoàn V, ông mở cuộc hành quân đến Extremadura với mục đích đánh chiếm pháo đài Tây Ban Nha tại Badajoz, nhằm ép lực lượng Liên minh phải rút một phần quân từ Tuyến phòng thủ Torres Vedrasra đến chi viện, giảm sức ép cho cánh quân Pháp của Masséna.
Soult chia quân làm hai đạo và tiến đến Extremadura qua hai con đường chính, dẫn từ Andalusia vào thung lũng Guadiana với ý định sẽ hội quân tại Almendralejo. Đạo quân do Thiếu tướng (général de division) Marie Victor Latour-Maubourg chỉ huy đã gặp rất ít kháng cự trên đường hành quân; vào ngày 3 tháng 1 năm 1811, họ giao chiến với 2.500 kỵ binh của Tây Ban Nha và Bồ Đào Nha gần Usagre, nhưng lực lượng đó chỉ là một vỏ bọc che đậy cho cuộc rút lui ra khỏi Guadiana của một sư đoàn bộ binh Tây Ban Nha do tướng Mendizabal chỉ huy. Do đó Latour-Maubourg đã có thể chiếm vị trí gần Almendralejo và chờ đợi sự xuất hiện của đạo quân còn lại.
Đạo quân thứ hai cùng tiến tới Extremadura do Soult thân chinh chỉ huy (bao gồm cả sư đoàn thuộc Quân đoàn V của Thiếu tướng Honoré Gazan) lúc ấy đang hộ tống phương tiện công thành của Pháp nên phải đi một con đường dài, nhiều chướng ngại hơn để đến Extremadura. Thời tiết xấu cộng với việc các lái xe người Tây Ban Nha bỏ trốn khiến đoàn pháo binh bị tách khỏi bộ binh hộ tống. Tình hình càng tệ hơn nữa khi 5.000 quân Tây Ban Nha dưới quyền tướng Francisco Ballesteros tấn công binh đoàn. Khi đối mặt với Thống chế Mortier, Ballesteros đã rút lui mà không gây tổn hại nghiêm trọng nhưng vẫn là mối đe dọa cho hậu phương của đạo quân Pháp. Vì lý do này, Soult đã chỉ đạo bộ binh của Gazan đánh bật lực lượng Tây Ban Nha và bảo vệ phương tiện công thành, trong khi chính ông tiếp tục tiến về Almendralejo cùng lực lượng kỵ binh của mình. Kết quả là Soult cuối cùng cũng tái hợp được với Latour-Maubourg vào ngày 6 tháng 1 nhưng chỉ với một lực lượng nhỏ so với đạo quân ban đầu và không có pháo hạng nặng.

## Mở đầu

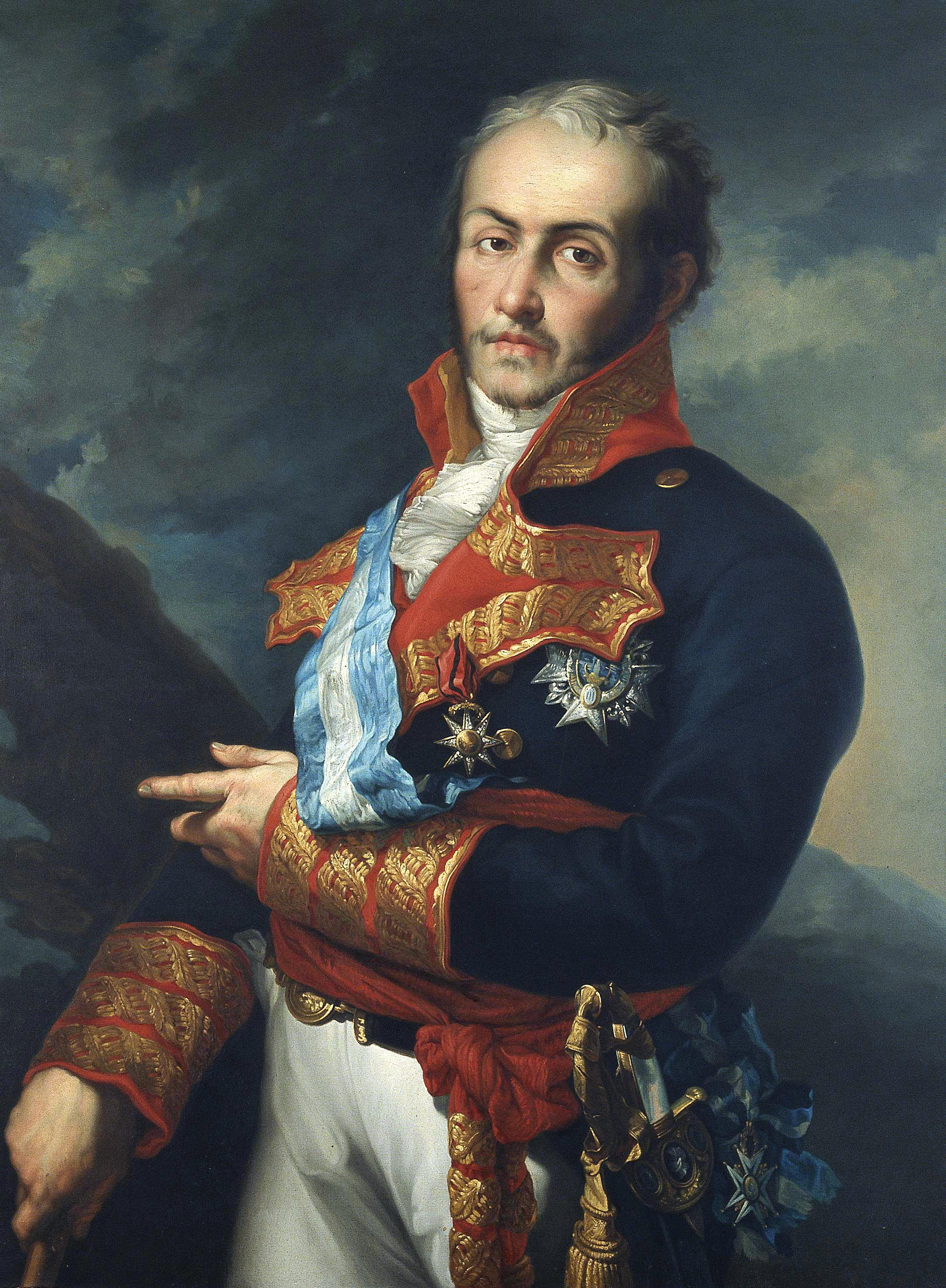
Caro y Sureda, Hầu tước thứ ba của La Romana

Soult không thể vây hãm một pháo đài mạnh như Badajoz với lực lượng đã suy giảm nên ông thay đổi kế hoạch. Ông đưa kỵ binh nhẹ của mình dưới quyền Chuẩn tướng (général de brigade) André Briche chiếm Mérida và để lại bốn đội long kỵ binh ở Albuera nhằm theo dõi các khu đồn trú tại Badajoz, riêng ông dẫn đầu phần còn lại của lực lượng mình bao vây Olivenza. Wellington trước đó đã khuyên La Romana - chỉ huy của quân đội Tây Ban Nha tại Extremadura, hoặc là phá hủy pháo đài ở Olivenza hoặc là sửa chữa hệ thống phòng thủ của nó và củng cố việc phòng thủ. La Romana đã chỉ thị cho Mendizabal phá hủy pháo đài, nhưng Mendizabal đã phớt lờ mệnh lệnh này và củng cố quân đồn trú bằng bốn tiểu đoàn bộ binh. Soult đến vào ngày 11 tháng 1 và phải đối mặt với một lực lượng đồn trú mạnh nhưng pháo đài thì trong tình trạng dễ công phá. Pháo binh hạng nặng của Pháp cuối cùng cũng bắt đầu đến vào ngày 19 tháng 1, trận đánh tiếp diễn và đến ngày 22 tháng 1, một lỗ hỏng trên các bức tường của pháo đài không được sửa chữa kỹ càng đã bị mở toang trở lại. Quân đồn trú đầu hàng vào ngày 23 tháng 1 với hơn 4.000 quân Tây Ban Nha thuộc quân đội vùng Extremadura bị bắt giữ.
Soult bấy giờ ở trong một hoàn cảnh khó khăn: mặc dù ông có một đội quân kỵ binh lớn với 4.000 quân nhưng việc triển khai hai tiểu đoàn để hộ tống các tù nhân bị bắt tại Olivenza trở về Seville do Pháp nắm giữ đã khiến ông chỉ còn lại 5.500 bộ binh để tiếp tục chiến dịch. Hơn nữa, mặc dù đoàn tàu công thành của ông đã bắt đầu đến nhưng việc sư đoàn bộ binh của Gazan tiếp tục vắng mặt đã khiến lực lượng của ông suy yếu. Bất chấp những vấn đề này, Soult quyết định vây hãm Badajoz với hy vọng Wellington sẽ gửi quân tiếp viện đến pháo đài của Tây Ban Nha và từ đó giảm bớt lực lượng Liên minh đang đối diện với Masséna tại Tuyến Torres Vedras. Vào ngày 26 tháng 1, Soult hành quân đến Badajoz, điều tướng Latour-Maubourg cùng 6 tiểu đoàn kỵ binh băng qua Guadiana để phong tỏa phần phía bắc của pháo đài. Ngày 27 tháng 1, cuộc vây hãm Badajoz lần thứ nhất bắt đầu. Sư đoàn của Gazan cuối cùng hội quân với lực lượng của Soult vào ngày 3 tháng 2, tiếp tục củng cố lực lượng bao vây thêm 6.000 người.
Cùng lúc đó, Mendizabal đã rút lui về biên giới Bồ Đào Nha sau khi phái hai tiểu đoàn đến củng cố đồn trú tại Badajoz. Suy yếu vì thất bại tại Olivenza và sự vắng mặt liên tục của Ballesteros, ông đã gửi quân tiếp viện tới cho La Romana vào ngày 14 tháng 1, gồm 1.800 quân từ Abrantes đặt dưới sự chỉ huy của Carlos de España. Ngoài ra, khoảng 6.000 binh sĩ được gửi từ Tuyến Torres Vedras vào ngày 19 tháng 1, họ đến Elvas mười ngày sau đó. Khi các lực lượng này gia nhập cùng với 3.000 người còn lại của Mendizabal trong lực lượng gồm một đội kỵ binh Tây Ban Nha và một lữ đoàn kỵ binh Bồ Đào Nha, quân Liên minh đã tập hợp được một đội quân gần 15.000 người, được chỉ huy bởi La Romana để kìm hãm quân đội của Soult. Tuy nhiên, La Romana đã qua đời vì chứng phình mạch vào ngày 23 tháng 1, quyền chỉ huy quân đội sau đó chuyển sang Mendizabal.
Trước khi qua đời đột ngột, La Romana đã gặp Wellington và đồng ý về kế hoạch cho chiến dịch: quân đội sẽ cố thủ trên đỉnh San Cristóbal, cánh phải được bảo vệ bởi pháo đài San Cristóbal, phía trước được bảo vệ bởi Gebora và dòng sông Guadiana, cánh trái được bảo vệ bởi pháo đài ở Campo Maior và Elvas bảo vệ hậu phương. Mặc dù biết về kế hoạch này khi nắm quyền chỉ huy, Mendizabal đã bỏ qua các chỉ thị này khi đến bờ bắc Guadiana vào ngày 5 tháng 2. Thay vào đó, ông đóng quân số lượng lớn bộ binh của mình ở Badajoz, chỉ để lại một đội quân bộ binh và kỵ binh nhỏ của ông phía dưới San Cristóbal. Ngày 7 tháng 2, Mendizabal cho quân của mình tấn công mạnh mẽ quân vây hãm Pháp: kỵ binh Bồ Đào Nha với sự hỗ trợ của một nhóm lính bộ binh nhỏ đã tiến về phía cánh trái của quân Pháp, trong khi một lực lượng mạnh gồm 5.000 người tấn công cánh phải của họ. Quân Tây Ban Nha dưới quyền của Carlos de España đã tiếp cận tuyến đầu tiên của quân Pháp và giao chiến với một trong những lữ đoàn của Thiếu tướng Jean-Baptiste Girard, họ chỉ bị đẩy lùi khi Mortier gửi một vài tiểu đoàn tới hỗ trợ. Carlos de España kéo quân về Badajoz với tổn thất 650 người và gây ra 400 thương vong cho quân Pháp.
Ngày 9 tháng 2, Mendizabal rút hầu hết quân của mình khỏi Badajoz, để lại một đội quân đồn trú 7.000 người. 9.000 bộ binh Tây Ban Nha bố trí ở San Cristóbal trong khi 3.000 chiến mã dựng trại phía sau trên vùng đồng bằng Caya. Chỉ huy của Tây Ban Nha một lần nữa phớt lờ kế hoạch của Wellington, không đào công sự phòng thủ trên cao và không đưa kỵ binh đến bảo vệ mặt trận của họ và theo dõi các nước đi của quân Pháp. Tuy nhiên, Soult không hề chú ý vào lực lượng Tây Ban Nha trong những ngày tiếp theo, thay vào đó tập trung xây dựng các tuyến vây hãm và vùi dập Badajoz. Những trận mưa lớn cũng đã làm ngập cả hai con sông Guadiana và Gebora, khiến việc vượt sông không thực hiện được. Vì vậy, từ ngày 11 đến ngày 18 tháng 2, quân Pháp chỉ có thể bắn đạn pháo vào các điểm đầu phía nam của tuyến phòng thủ Tây Ban Nha, đẩy người Tây Ban Nha ra xa khỏi Badajoz và pháo đài San Cristóbal.

## Trận chiến

Bản đồ Trận Gebora, ngày 19 tháng 2 năm 1811

Đến chiều ngày 18 tháng 2, mưa giảm và mực nước thấp hơn khiến sông Gebora trở nên nông trở lại. Tối hôm ấy, Soult gửi 9 tiểu đoàn bộ binh, ba đội kỵ binh và hai khẩu pháo, dưới sự chỉ huy của Mortier, đến bờ bắc qua một cây cầu trên sông Guadiana. Cùng hợp sức với 6 trung đoàn kỵ binh dưới quyền Latour-Maubourg, Pháp bấy giờ có 4.500 lính bộ binh, 2.500 kỵ binh và 12 khẩu pháo sẵn sàng tấn công các tuyến phòng thủ Tây Ban Nha rạng sáng ngày 19 tháng 2. Do sương mù dày đặc vào buổi sáng hôm đó, Mendizabal không biết gì về việc người Pháp đang đến gần cho tới khi lính cảnh báo của ông (chỉ cách mặt trận một dặm) bị đánh bật bởi bộ binh đang vượt sông Gebora của Mortier. Cùng lúc đó, Latour-Maubourg phái đoàn kỵ binh nhẹ thứ hai đến để đánh cánh trái của quân Tây Ban Nha. Họ qua mặt quân địch, leo lên địa hình cao ở phía bắc rồi sau đó, vẫn không chút sơ hở, tiếp cận một trong những trung đoàn của España.

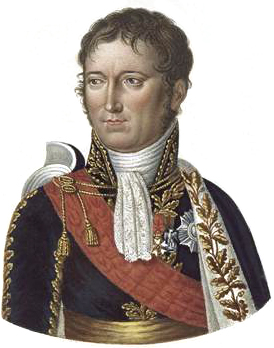
Édouard Mortier, Công tước Trévise

Mortier đã thể hiện năng lực chiến thuật trong việc triển khai lực lượng nhỏ bé của ông: ông đã phái tất cả kỵ binh di chuyển đến phía bắc để tấn công cánh trái Tây Ban Nha; ba tiểu đoàn được lệnh tấn công phía nam, giữa pháo đài ở San Cristóbal và cánh phải của quân Tây Ban Nha, sáu tiểu đoàn bộ binh còn lại tấn công trực diện quân Tây Ban Nha. Khi sương mù nổi lên, kỵ binh nhẹ của Pháp dưới quyền chỉ huy của Briche đã di chuyển lên địa hình cao và tràn xuống cánh trái của quân Tây Ban Nha, trong khi Latour-Maubourg đưa ba trung đoàn long kỵ binh tấn công kỵ binh Tây Ban Nha và Bồ Đào Nha trên vùng đồng bằng Caya. Mặc dù đông hơn quân Pháp, kỵ binh Liên minh đã phớt lờ mệnh lệnh và ngay lập tức tháo chạy về phía Elvas và Campo Maior. Latour-Maubourg để mặc cho kỵ binh đối phương chạy thoát, thay vào đó thì ông lệnh cho kỵ binh của mình tấn công tuyến bộ binh Tây Ban Nha.
Trận đánh vào cánh phải quân Tây Ban Nha không kết thúc nhanh chóng. Nhờ sương mù bớt dần, người Tây Ban Nha có thể nhìn thấy điểm yếu về số lượng của quân đối phương và tổ chức đội hình không có dấu hiệu sẽ thoái lui. Hầu như không có cuộc đấu súng hỏa mai nào giữa hai bên cho đến khi kỵ binh Pháp xuất hiện. Kỵ binh hạng nhẹ tiến dần lên điểm cao trong khi long kỵ binh của Latour-Maubourg tiến lên từ phía sau. Để đáp trả, Mendizabal đã chia quân Tây Ban Nha thành hai đội hình ô vuông lớn được yểm trợ bởi pháo binh, mặc dù ban đầu thành công trong việc ngăn chặn kỵ binh Pháp nhưng đội hình này sau cùng lại trở thành mục tiêu dễ dàng cho bộ binh và pháo binh Pháp. Một lính bộ binh Tây Ban Nha kể lại: "Pháo binh của họ đã nã pháo một cách kinh khủng, khiến đội hình ô vuông của chúng tôi trở thành đội hình bầu dục và sau đó trở nên không còn hình thù khiến kỵ binh đối phương có thể xâm nhập và bắt tù binh". Kỵ binh nhẹ của Briche phá vỡ hai trận hình ô vuông của Tây Ban Nha mà không gặp quá nhiều khó khăn, trận chiến kết thúc thắng lợi. Một số trung đoàn của Tây Ban Nha tan rã, nhiều lính đầu hàng, những người lính khác đã tháo chạy đến Badajoz hoặc biên giới Bồ Đào Nha.

## Hậu quả
Trận đánh là một thất bại nghiêm trọng đối với các đồng minh Anh-Tây Ban Nha-Bồ Đào Nha, Wellington trước đó đã cảnh báo các tướng lĩnh Tây Ban Nha rằng lực lượng quân đội ở Extremadura là "lực lượng quân đội cuối cùng mà đất nước họ đang có", sau đó viết rằng "việc Mendizabal bị đánh bại là điều bất hạnh lớn nhất mà không thể tin được và chưa từng diễn ra trước đó." Quân đội liên minh về cơ bản đã bị đánh quỵ, mặc dù 2.500 lính bộ binh đã trốn thoát đến Badajoz nhưng khoảng 1.000 quân Tây Ban Nha (quân Bồ Đào Nha ít hơn một chút) bị giết hoặc bị thương, 4.000 người bị bắt làm tù binh và 17 khẩu pháo bị mất. Về phần mình, người Pháp chỉ chịu tổn thất nhỏ. Soult ban đầu báo cáo thương vong của mình là 30 người chết và 140 người bị thương nhưng những con số đó cuối cùng đã được sửa đổi thành khoảng 400 người (cả chết và bị thương), chủ yếu là kỵ binh.
Soult lúc ấy đã rảnh tay tiếp tục cuộc bao vây Badajoz; mặc dù quân đồn trú của thị trấn hiện đã có khoảng 8.000 quân do bổ sung từ binh lính của Mendizabal bị đánh bại tháo chạy về đây, nhưng cuối cùng Badajoz vẫn rơi vào tay Pháp vào ngày 11 tháng 3. Wellington sau đó phái một quân đoàn Anh-Bồ Đào Nha đông đảo do William Beresford chỉ huy nhằm chiếm lại thị trấn pháo đài quan trọng này. Ngày 20 tháng 4, cuộc vây hãm Badajoz lần thứ hai bắt đầu. Một nỗ lực của quân Pháp nhằm đẩy lùi cuộc bao vây này đã dẫn đến Trận Albuera đẫm máu vào ngày 16 tháng 5, quân Liên minh của Beresford trong trận này có quân số đông hơn đã đẩy lui quân Pháp một lần nữa (dưới sự chỉ huy của Soult) và tiếp tục bao vây Badajoz. Tuy nhiên, khi quân đội Pháp đồn trú tại Bồ Đào Nha (bây giờ được chỉ huy bởi Thống chế Auguste Marmont) và Đạo quân phương Nam hội quân, lực lượng Pháp gồm hơn 60.000 người đã buộc Wellington phải chấm dứt cuộc bao vây và kéo quân đội vây hãm 44.000 người của ông quay trở lại Elvas vào ngày 20 tháng 6. Vì thế, Badajoz vẫn nằm trong tay Pháp cho đến năm sau, quân Liên minh chỉ chiếm lại được Badajoz sau Trận Badajoz.